# 第12回日本レコード大賞
第12回日本レコード大賞（だい12かいにほんレコードたいしょう）は、1970年（昭和45年）12月31日に帝国劇場で行われた、12回目の『日本レコード大賞』である。

## 概要
第12回の大賞は、菅原洋一の「今日でお別れ」に決定した。菅原洋一は初の受賞。この年に限り最優秀歌唱賞の発表はなく、最優秀新人賞→大賞の順に発表が行われた。
この年の応募総数は、レコード会社11社から計736枚。内訳は（童謡以外の）シングル盤が610枚・LPが67枚、童謡のシングル盤が45枚・LPが14枚であった。
視聴率は5.8P上昇し36.7%。

## 司会
- 高橋圭三 - 2度目の司会。
- 佐良直美（前年の大賞受賞者。大賞受賞者の菅原洋一にブロンズ像を贈呈）
- 堺正章（司会補佐）
- 加藤茶（司会補佐）

### レポーター
- 鈴木治彦（TBSアナウンサー）

## 受賞作品・受賞者一覧

### 日本レコード大賞
- 「今日でお別れ」
  - 歌手:菅原洋一
  - 作詞:なかにし礼 - 2年ぶり2度目。
  - 作曲:宇井あきら
  - 編曲:森岡賢一郎 - 3年ぶり2度目。

### 最優秀歌唱賞
発表なし

### 最優秀新人賞
- にしきのあきら（曲:「もう恋なのか」）

### 歌唱賞
- 「噂の女」
  - 歌手:内山田洋とクール・ファイブ
- 「希望」
  - 歌手:岸洋子[注釈 1]。
- 「波止場女のブルース」
  - 歌手:森進一 - 前年の最優秀歌唱賞に続いての受賞。
- 「手紙」
  - 歌手:由紀さおり

### 大衆賞
- 「命預けます」
  - 歌手:藤圭子
- 「ドリフのズンドコ節」
  - 歌手:ザ・ドリフターズ

### 新人賞
- 辺見マリ（曲:「経験」）
- 野村真樹（曲:「一度だけなら」）
- 安倍律子（曲:「愛のきずな」）
- ソルティー・シュガー（曲:「走れコウタロー」）

### 作曲賞
- 「真夏のあらし」（歌:西郷輝彦）
  - 作曲:川口真

### 編曲賞
- 「笑って許して」（歌:和田アキ子）
  - 編曲:馬飼野俊一

### 作詩賞
- 「昭和おんなブルース」（歌:青江三奈）
  - 作詞:なかにし礼 - 3年ぶり2度目。大賞と合わせると4度目。

### 特別賞
- 日本コロムビア(株)のスタッフ 「日本流行歌の歩み」

### 企画賞
- 京都の恋（歌:渚ゆう子）・二人の銀座（歌:和泉雅子＆山内賢）ほか
  - 作曲:ザ・ベンチャーズ
  - 東芝音楽工業(株) - 2年連続4度目。

### 童謡賞
- 「ムーミンのテーマ[注釈 2]」（テレビアニメ『ムーミン』主題歌）（歌手:玉川さきこ[注釈 3]）

## 観覧に訪れた著名人
- 宝田明・児島明子夫妻
- 貴ノ花満（当時関脇。のちに大関に昇進）
- 江利チエミ
- 北条誠（作家）
- 森光子（ドラマ『時間ですよ』で主演。のちに第14回から第18回まで5年連続してレコード大賞の司会を高橋とともに務めた）
- グレート草津（国際プロレス選手）
- 黛ジュン（第10回大賞受賞者）・江藤勲夫妻（のちに離婚）
- 河内桃子（長女と一緒に観覧）
- ピンキーとキラーズ（第10回新人賞受賞）
- 加藤登紀子（前年の歌唱賞受賞者）
- 石井好子（歌手）
- ダニエル・ビダル（代表曲『オー・シャンゼリゼ』が日本でヒット）
- 平松政次（大洋ホエールズ投手。この年、25勝（19敗）を挙げセ・リーグ最多勝を獲得）
- 桂文楽（前年に引き続き観覧。レポーターの鈴木治彦からは「杖をついて黒門町の師匠、相変わらず元気な桂文楽さん」と紹介された）

## ゲスト
- ピーター（前年の最優秀新人賞受賞者。最優秀新人賞受賞者のにしきのあきらにブロンズ像を贈呈）・他

## TV中継スタッフ
- プロデューサー：
- 総合演出：
- 舞台監督：
- 編成担当：
- 製作著作：TBS
- 主催：社団法人 日本作曲家協会、日本レコード大賞制定委員会、日本レコード大賞実行委員会